# Messe Frankfurt
De Messe Frankfurt is het op twee na grootste beurs- en expositiecomplex ter wereld. Het complex is gelegen in de wijken Bockenheim en Westend in Frankfurt am Main en heeft een vloeroppervlak van 578.000 m². Er werken 1500 mensen. Er worden jaarlijks ongeveer 50 beurzen op deze locatie georganiseerd, waarvan de jaarlijkse Frankfurter Buchmesse waarschijnlijk de bekendste is.
Het oudste gebouw op het beursterrein is de Festhalle, een constructie van staal en glas dat voor het publiek werd geopend op 19 mei 1909.

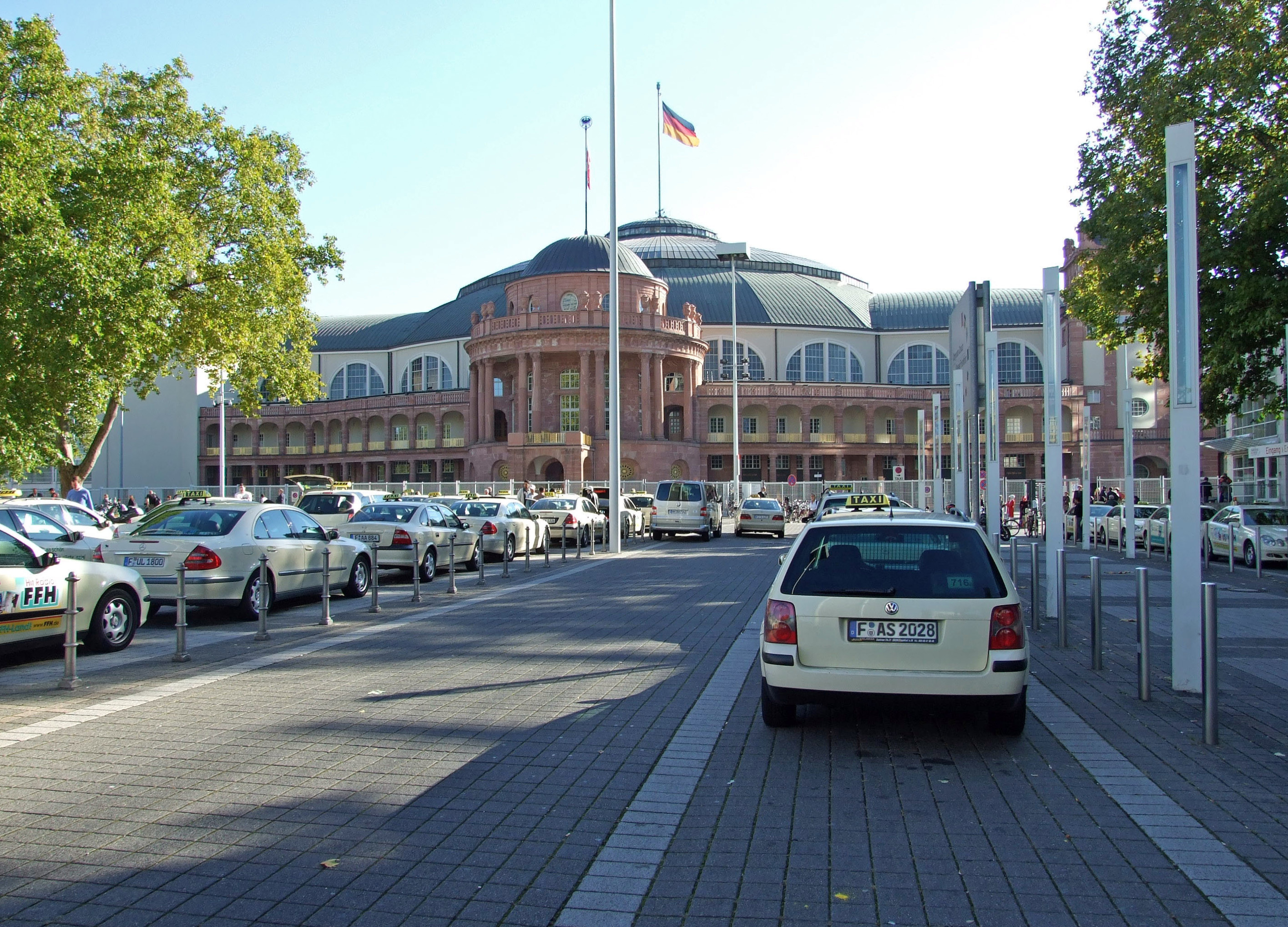
Festhalle